# ۸۱۵ (قمری)
۸۱۵ (قمری)، هشتصد و پانزدهمین سال در گاهشماری هجری قمری است. اول محرم این سال برابر با بیست و دوم آوریل سال ۱۴۱۲ میلادی است.